# Chinguetti (Département)
Chinguetti (arabisch شنقيط, DMG Šinqīṭ) ist ein Département (Moughataa) in der Verwaltungsregion Adrar in Mauretanien. Hauptstadt des Départements ist Chinguetti.

## Geographie
Das Département liegt im nördlichen Zentrum des Landes. Es hat eine Fläche von 57.703 km² und nimmt den Südwesten der Verwaltungsregion Adrar ein. Benachbarte Départements sind im Uhrzeigersinn Ouadane im Norden, Oualata im Osten, Tichitt und Tidjikja im Süden, Aoujeft im Südwesten sowie im Nordwesten  Atar.
Die Besiedlung des Gebiets selbst konzentriert sich im Westen, während der Osten aus ausgedehnten Dünenfeldern besteht. Dort gibt es auch gleichnamige Klippen und dort versandet der Wadi Bṭâh Chingueṭṭi, dessen Trockental  Alt- und Neustadt Chinguetti voneinander trennt. Nördlich der Stadt liegt das Flugfeld Chinguetti.
Im Westen des Départments liegt der Einschlagkrater Aouelloul (20° 14′ 28″ N, 12° 40′ 30″ W).

## Bevölkerung

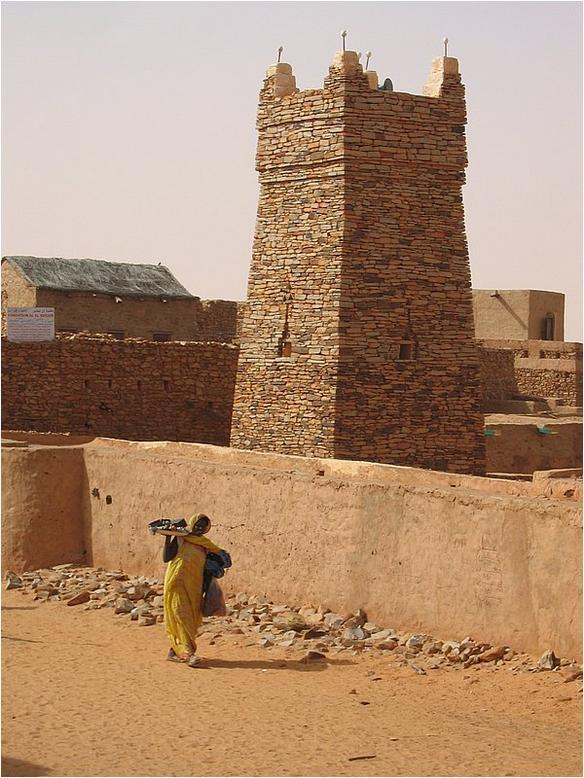
Moschee von Schinqueti.

Durch Abwanderung in die Bergbauregion Zouérat–F’dérik sowie durch den Westsaharakonflikt in den 1970er-Jahren verließen viele Menschen die Gegend. Die Bevölkerungszahl des Départements hat in den Jahren 2000 bis 2023 von 6704 auf 6549 Einwohner abgenommen. Es besteht aus den Gemeinden
- Aïn Savra
- Chinguetti